# Estádio Montilivi
O Estádio Montilivi é um palco de multiuso desportivo localizado em Girona, Catalunha, Espanha. É usado para partidas de futebol, sendo o local no qual o Girona atua como mandante.
Depois da primeira promoção para a La Liga, o Girona expandiu a capacidade do seu estádio de 7.150 para 13.450 torcedores, sendo esta a sua condição atual.

## Partidas internacionais de futebol
| Data                  | Competição | Equipe            | Resultado | Equipe                 |
| --------------------- | ---------- | ----------------- | --------- | ---------------------- |
| 6 de setembro de 2018 | Amistoso   | Trinidad e Tobago | 2-0       | Emirados Árabes Unidos |
| 25 de março de 2019   | Amistoso   | Catalunha         | 2-1       | Venezuela              |

## Minha Casa Espacial
- Página do estádio no site Estadios de Espana (em inglês)
- Site oficial do Girona FC (em catalão, espanhol e inglês)